# Zaida Saiace
Zaida Saiace ist eine argentinische Pianistin.
Saiace studierte Klavier am Conservatorio Juan José Castro in La Lucila und nahm Unterricht in Harmonielehre und Kontrapunkt bei Sergio Hualpa und Musikanalyse bei Francisco Kröpfl. Danach nahm sie Kurse bei Alfonso Montecino an der School of Music der Indiana University Bloomington (1985–86), Rosalyn Tureck in Buenos Aires und Menahem Pressler beim Musikcamp in Bariloche (Kammermusik).
Seit 1980 arbeitet Saiace als Klaviersolistin und Kammermusikerin. Sie führte und nahm Kompositionen von Frédéric Chopin, Johann Sebastian Bach, Ludwig van Beethoven, Gabriel Fauré, Franz Schubert, Robert Schumann, Maurice Ravel und Johannes Brahms auf. Im Auditorio de Virrey Loreto und am Teatro Colón trat sie mit Musikern wie Guillermo Opitz, Víctor Torres, Bernarda Fink und Virginia Correa Dupuy auf. 1985 nahm sie als Pianistin an der Veranstaltung der Agrupación Nueva Música zum 50. Todestag von Alban Berg teil.
1990 nahm sie zur Eröffnung des Centro de Experimentación des Teatro Colón an der Aufführung von Arnold Schönbergs Pierrot Lunaire unter Leitung von Gerardo Gandini und der Regie von Pina Benedetto und Horacio Pigozzi teil. Im Folgejahr war sie hier Pianistin und Cembalistin in der Aufführung der Oper El Milagro Secreto von Martin Matalon.
Daneben trat Saiace auch als Interpretin lateinamerikanischer Popularmusik und Tangopianistin hervor. Mit dem Programm Diario De Pianista, 1992 als CD erschienen, nahm sie 1993 am Primer Festival Musical de Bariloche teil. Im gleichen Jahr gab sie Konzerte in Deutschland, Frankreich und Spanien. In dem Programm De Corea a Mozart führte sie 1994 in verschiedenen Konzertsälen von Buenos Aires Brasilianische Tangos und Ernesto Nazareth, Milongas von Astor Piazzolla, Kinderlieder con Chick Corea und ein Klavierkonzert von Wolfgang Amadeus Mozart auf. Im gleichen Jahr führte sie als musikalische Leiterin und Interpretin am Centro Cultural Recoleta Ricky Pashkus’ Ballett Noche Corta auf. Außerdem arbeitete sie mit Jazz-, Tango- und Folkloremusikern wie Horacio López, Enrique Sinesi, Luis Borda, Marcelo Moguilevsky, Alejandro Santos und Jorge Cumbo zusammen.
1995 führte sie am Teatro Municipal General San Martín mit dem Gitarristen Luis Borda das Programm Música de Buenos Aires y otras Tierras auf und war Pianistin bei einer Aufführung von Leoš Janáčeks Tagebuch eines Verschollenen. 1996–97 reiste sie durch Frankreich und Deutschland und trat mit Luis Borda in Köln, Koblenz, Weimar, Erfurt, Freiburg, München der Passionskirche in Berlín auf. Mit Borda, dem Flötisten Thijs van Leer und dem Perkussionisten Mario Argandoña nahm sie in Deutschland das Album Nouveau Tango mit Kompositionen von Horacio Salgán, Pedro Laurenz, Astor Piazzolla und Salgan auf.
1998 führte Saiace beim Ciclo de Música Contemporánea des Teatro Municipal San Martín die ihr gewidmeten Three Monotypes for Piano Solo von Martín Matalón und Peter Hatchs Blunt Music für zwei Klaviere, Marimba und Vibraphon (mit Haydée Schwartz, Angel Frette und Luis Favero) auf. Im gleichen Jahr unternahm sie eine Konzertreise mit Quique Sinesi durch Deutschland. Sie trat im Dresdener Jazzclub Tonne auf und erhielt vom Societaetstheater den Auftrag zur Komposition der Musik zu Jörg Wolfs Nostalgias, Tango für Vier, die 1999 bei der Internationalen Tanzwoche aufgeführt wurde.
Mit dem Gitarristen Edgardo Cardozo, dem Kontrabassisten Fernando Galimany und dem Perkussionisten Sebastián Petrosini führte sie 2000 in einer Konzertreihe neben eigenen Kompositionen Werke von Astor Piazzolla, Horacio Salgán, Carlos Guastavino, Egberto Gismonti, Ernesto Nazareth, Eric Satie und Heitor Villa-Lobos auf.

## Diskographie
- Quique Sinesi, Mathias Gonzalez, Horacio López: Alfombra mágica Vol. II, 1989
- Diario de Pianista, 1992
- Nouveau Tango, 1997
- Stephen Caudel: Guitarisimo, 2001
- Los años luz, 2003
- Round Tango, 2003
- El tiempo es uno, 2007
- Tango novelle, 2008
- Amores de Argentina